# W przewidywaniu złamanej ręki
W przewidywaniu złamanej ręki – ready-made autorstwa Marcela Duchampa z 1915 roku. Alternatywne tytuły pracy to Szufla lub Łopata.

## Opis
W listopadzie 1915 roku Marcel Duchamp, w towarzystwie francuskiego artysty Jeana Crottiego, zakupił w sklepie z materiałami żelaznymi na Columbus Avenue w Nowym Jorku szuflę do odśnieżania. Był to najbardziej pospolity model łopaty o drewnianej rączce i płaskim, cynkowanym, żelaznym sztychu. Artyści zanieśli szuflę do swojej wspólnej pracowni w nieistniejącym już budynku Lincoln Arcade na Manhattanie, gdzie Marcel Duchamp nadał jej tytuł: W przewidywaniu złamanej ręki i namalował go na sztychu wraz z sygnaturą: [od] Marcela Duchampa 1915. Podpis podkreśla, że obiekt nie został wytworzony przez artystę. Następnie przywiązał do jej rączki drut i zawiesił u sufitu. W 1963 roku wykonano osiem replik łopaty na potrzeby Gallerii Schwarz w Mediolanie, pod nadzorem samego Duchampa i na podstawie zachowanych fotografii. Długość łopaty oszacowano wtedy na 132 centymetry. 

## Kontekst i znaczenie
W przewidywaniu złamanej ręki było pierwszym ready-made, które Marcel Duchamp stworzył świadomie. Tym samym nadał dojrzały kształt idei, z którą eksperymentował już od 1913 roku. Ready-made są gotowymi, najczęściej fabrycznie produkowanymi obiektami użytkowymi, możliwie najbardziej neutralnymi estetycznie, którym artysta mocą ustanowienia nadaje status dzieła sztuki i tym samym zmienia jego funkcję, a nawet nadaje mu znaczenie w zmienionym kontekście.
Duchamp zorientował się, że status ready-made może nadać także kilku wcześniejszym zebranym przez siebie obiektom, jeszcze ze swojej paryskiej pracowni. Napisał list do swojej siostry Suzanne Duchamp, która zajmowała się uporządkowaniem jego lokum przy Rue Saint-Hippolyte, by odesłała mu dwa takie przedmioty, a by na odległość przekształcić je w ready-made. Były to Koło rowerowe przytwierdzone do kuchennego stołka oraz wolnostojąca Suszarka do butelek. Jak się okazało, Suzanne zdążyła już wyrzucić obydwa obiekty, uznając je za niepotrzebne. To właśnie w tym liście Duchamp po raz pierwszy zapisuje sformułowanie ready-made.
Wśród historyków sztuki istnieje spór co do pytania, które dzieło należy uznać jako pierwszy ready-made. W przewidywaniu złamanej ręki było pierwszą pracą, której status dzieła sztuki nadał sam Marcel Duchamp. Jest to też pierwsze ready-made wytworzone w Ameryce. Jednocześnie Duchamp stwierdził, że za ready-made można uznać niektóre wcześniejsze ze swoich prac. Pierwszą z nich było wspomniane Koło rowerowe, jednakże historycy sztuki zwracają uwagę, że w tym wypadku artysta dokonał jednak minimalnej ingerencji w strukturę obiektu, przytwierdzając koło do stołka. Ponadto nie było ono w pełni neutralne estetycznie, bo sam Duchamp przyznał, że wpatrywał się w ruch koła z fascynacją, z jaką ludzie wpatrują się w ogień. Bliższa Duchampowskiej definicji ready-made jest Suszarka do butelek, którą zakupił jako gotową rzeźbę. Jeśli jednak zaginęła ona zanim Duchamp nadał jej status dzieła sztuki, to niektórzy badacze stwierdzają, że należy uznać ją bardziej za eksperyment niż gotowe dzieło. W przewidywaniu złamanej ręki ma już bezsprzecznie status ready-made, nadany mu świadomie przez Duchampa. Pełnię możliwości nowego medium zaprezentuje on publiczności dopiero dwa lata później, przy okazji tzw. wycofania z Wystawy Niezależnych w Nowym Jorku Fontanny.
W późniejszych wywiadach Marcel Duchamp tłumaczył, że wybrali wraz z Crottim szuflę do odśnieżania, ponieważ jako nowi imigranci w USA po raz pierwszy widzieli taką na oczy - we Francji miały nie być jeszcze wtedy w użytku. Historyczka sztuki Kristina Seekamp zwraca uwagę, że tym samym łopata, o ile była neutralna dla amerykańskiej publiczności, to nie była taką dla samego Duchampa. Artysta spomina też, że wracali z Columbus Avenue na Lincoln Square bardzo dumni ze swojego zakupu, a Jean Crotti niósł szuflę zarzuconą na ramię jak karabin.
Część historyków sztuki interpretuje łopatę, podobnie jak inne ówczesne ready-mades Duchampa jako obiekty o podtekście erotycznym. Juan Antonio Ramírez widzi w niej oczywisty symbol falliczny. Zwrócono uwagę, że w niektórych językach azjatyckich tym samym słowem nazywa się zarówno łopatę jak i członka. W sanskrycie słowo langala (łopata) brzmi niemal identycznie jak langula (członek).
Kristina Seekamp zwraca uwagę, że W przewidywaniu złamanej ręki w sposób ekstremalny zaciera granicę między sztuką a obiektem użytkowym. Gdyby Duchamp nie powiesił szufli u sufitu, prawdopodobnie nikt nie zorientowałby się, że stanowi dzieło sztuki. Richard Hamilton, artysta i kolekcjoner dzieł Duchampa przytacza anegdotę, według której jego pracownik faktycznie pomylił replikę dzieła z przedmiotem użytkowym, i odśnieżał nią zaspy, nie zwracając uwagi na podpis artysty. To zatarcie się granicy między przedmiotem użytkowym a dziełem sztuki otworzyło drogę nowym kierunkom w sztuce współczesnej, takim jak pop-art czy sztuka konceptualna.

## Repliki
Oryginalna praca Duchampa zaginęła. Została jednak uwieczniona na fotografii, wisząc u sufitu w nowojorskiej pracowni. Repliki Szufli posiadają m.in. Yale University Art Gallery (1945, nr kat. 1946.99, wymiary 121,9×45,7×10,2 cm), Moderna Museet w Sztokholmie (1963, nr kat. NMSK 1888), wspomniana wyżej Galleria Schwarz w Mediolanie (1964, osiem sztuk), Museum of Modern Art (1964, nr kat. 690.2006), The Israel Museum (1964, nr kat. B72.0524), Sidney and Lois Eskenazi Museum of Art na Uniwersytecie Indiany (1964, nr kat. 71.37.4) i Judd Foundation w Nowym Jorku (1964).